# 叔孙舒
叔孙文子（？—？），姬姓，叔孙氏，名舒，谥文，又被称为叔孙舒，是叔孙武叔的儿子，叔孙辄的哥哥。鲁哀公时，叔孙文子为卿。
前469年春季五月，叔孙文子带兵会合越国的皋如、舌庸和宋国的乐茷送卫出公回国，卫国不接纳卫出公，联军侵袭外州，大肆劫掠。卫军出去抵御，结果大败。
前468年春季，越国派大夫舌庸去鲁国聘问并商议鲁国和邾国的边界。二月，鲁国的三卿跟随鲁哀公与舌庸在平阳结盟，季康子对结盟感到忧虑和耻辱，谈到子贡如果在这里，自己是不会到这地步的，孟武伯问为什么不召子贡来？季康子说本来要召他的，叔孙文子告诉季康子过些时候请仍然记着子贡。
鲁哀公晚年担忧三桓的威胁，想要利用诸侯除掉他们；三桓也担忧鲁哀公的狂妄，所以君臣之间嫌隙很多。鲁哀公打算借助越国的力量讨伐三桓。八月，鲁哀公到了公孙有山氏那里，三桓进攻鲁哀公，鲁哀公逃亡至卫国，避居邹国，趁机去了越国。